# Mali Iđoš
Mali Iđoš (in serbo Мали Иђош? in ungherese Kishegyes') è una città e una municipalità del distretto della Bačka Settentrionale nel nord della provincia autonoma della Voivodina.